# 1996年アトランタオリンピックのチャイニーズタイペイ選手団
1996年アトランタオリンピックのチャイニーズタイペイ選手団（1996ねんアトランタオリンピックのチャイニーズタイペイせんしゅだん）は、1996年7月19日から8月4日にかけてアメリカ合衆国のジョージア州アトランタで開催された1996年アトランタオリンピックのチャイニーズタイペイ選手団、およびその競技結果。

## 概要
今大会は銀メダル1個、合計1個のメダルを獲得した。

## メダル
| メダル | 選手名 | 競技 | 種目           |
| ------ | ------ | ---- | -------------- |
| 銀     | 陳静   | 卓球 | 女子シングルス |